# Aurivilliola
Aurivilliola is een geslacht van hooiwagens uit de familie Sclerosomatidae.
De wetenschappelijke naam Aurivilliola is voor het eerst geldig gepubliceerd door Roewer in 1910. 

## Soorten
Aurivilliola omvat de volgende 17 soorten:
- Aurivilliola annamensis
- Aurivilliola aurivillii
- Aurivilliola bispinifera
- Aurivilliola difformis
- Aurivilliola ephippiata
- Aurivilliola fagei
- Aurivilliola femoralis
- Aurivilliola hirsuta
- Aurivilliola javana
- Aurivilliola nigripalpis
- Aurivilliola palpalis
- Aurivilliola segregata
- Aurivilliola sepia
- Aurivilliola shanica
- Aurivilliola sumatrana
- Aurivilliola tibialis
- Aurivilliola timorensis